# 1-я гвардейская смешанная авиационная дивизия (Россия)
1-я гвардейская смешанная авиационная Барановичская Краснознамённая, ордена Суворова дивизия (сокр. 1 сад, в/ч 40491) — тактическое соединение Воздушно-космических сил Российской Федерации.
Находится в составе 4-й гвардейской армии ВВС и ПВО Южного военного округа. Управление расположено в г. Крымск.

## История
21 октября 1941 года, из личного состава Челябинской военной школы стрелков-бомбардиров, был сформирован 688-й ночной легкобомбардировочный авиационный полк.
За героизм всего личного состава в разгроме войск «Оси» под Сталинградом приказом Верховного главнокомандующего от 8 февраля 1943 года полк был преобразован в 59-й гвардейский штурмовой авиационный полк. 2 сентября 1943 года указом Президиума Верховного совета был награжден орденом Красного Знамени. Полк прошёл Орловско-Курскую операцию, участвовал в боях за освобождение Белоруссии, Варшавско-Познанской операции.
За отличие в боях по освобождению города Барановичи приказом Верховного главнокомандующего от 27 июня 1944 года полку присвоено персональное наименование «Барановичский».
16 апреля 1945 года за отличие в Берлинской операции полк был награжден орденом Суворова III степени.
В августе 1956 года, полк был перебазирован в город Астрахань, вошел в состав Войск ПВО и был переименован в 393-й гвардейский истребительный авиационный полк ПВО.
В декабре 1992 года пол был переименован в 209-й гвардейский истребительный авиационный полк.
1 сентября 2001 года 209-й гвардейский истребительный авиационный полк и 562-й истребительный авиационный полк, базировавшийся в городе Крымске, были переформированы в 3-й гвардейский истребительный авиационный полк с передачей боевого знамени, боевой славы, исторического формуляра и почётных наименований 209-го гвардейского истребительного авиационного полка с постоянным местом дислокации на аэродроме Крымск.
24 августа 2009 года 3-й гвардейский истребительный авиационный полк и 178-й отдельный вертолётно-спасательный отряд в ходе военной реформы были переформированы в 6972-ю гвардейскую Барановичскую Краснознамённую, ордена Суворова III степени авиационную базу 1-го разряда с постоянным местом дислокации на аэродроме города Крымска Краснодарского края. Оба формирования-предшественника 6972-й гв. авиабазы находились в составе ликвидированной в том же году 1-й гвардейской смешанной авиационной Сталинградской, Свирской, трижды Краснознамённой, двух орденов Ленина, орденов Суворова и Кутузова дивизии имени дважды Героя Советского Союза летчика-космонавта СССР В. М. Комарова
1-я гвардейская смешанная авиационная Барановичская Краснознамённая, ордена Суворова дивизия создана 11 ноября 2013 года путём преобразования 6972-й гвардейской авиационной Барановичской Краснознамённой, ордена Суворова базы 1 разряда (в/ч 40491).
18 ноября 2014 года дивизии вручили новое боевое знамя на аэродроме Крымск.

## Предшественники
- 688-й лёгкий бомбардировочный авиационный полк (1941)
- 59-й гвардейский штурмовой авиационный полк (1943)
- 725-й гвардейский штурмовой авиационный полк (1949)
- 393-й гвардейский истребительный авиационный полк ПВО (1956)
- 209-й гвардейский истребительный авиационный полк (1992)
- 3-й гвардейский истребительный авиационный полк (2001)
- 6972-я гвардейская авиационная база (2009—2013)

## Состав

### 2018 год
| Полк                                                | Воинская часть | Дислокация |
| --------------------------------------------------- | -------------- | ---------- |
| 3-й смешанный авиационный полк                      | в/ч 75386      | Крымск     |
| 31-й истребительный авиационный полк                | в/ч 75391      | Миллерово  |
| 368-й гвардейский штурмовой авиационный полк        | в/ч 75388      | Будённовск |
| 559-й гвардейский бомбардировочный авиационный полк | в/ч 75392      | Морозовск  |